# Himmetoğlu, Erfelek
Himmetoğlu là một xã thuộc huyện Erfelek, tỉnh Sinop, Thổ Nhĩ Kỳ. Dân số thời điểm năm 2011 là 107 người.